# Rio Grande City (Texas)
Rio Grande City település az Amerikai Egyesült Államok Texas államában, Starr megyében, melynek megyeszékhelye is. Lakosainak száma 15 317 fő (2020. április 1.).

## Népesség
A település népességének változása:

| 2010 | 13 834 |
| 2020 | 15 317 |